# Trinity College (circonscription électorale)
Pour les articles homonymes, voir Trinity College et University of Dublin.
Le Trinity College ou l'University of Dublin est une circonscription électorale en Irlande. Elle sert à élire des sénateurs au Seanad Éireann.

## Représentants
| De   | A           | Chambre                                | Membres |
| ---- | ----------- | -------------------------------------- | ------- |
| 1613 | 1800        | House of Commons of Ireland            | 2       |
| 1801 | 1832        | House of Commons of the United Kingdom | 1       |
| 1832 | 1922        | House of Commons of the United Kingdom | 2       |
| 1921 | 1922        | House of Commons of Southern Ireland   | 4       |
| 1922 | 1923        | Dáil Éireann                           | 4       |
| 1923 | 1937        | Dáil Éireann                           | 3       |
| 1938 | aujourd'hui | Seanad Éireann                         | 3       |

### Chambre des communes d'Irlande (1613–1800)
| Parliament                                  | Election | MP (Party)                 | MP (Party)                 | MP (Party)                 | MP (Party)                 |
| ------------------------------------------- | -------- | -------------------------- | -------------------------- | -------------------------- | -------------------------- |
| Parliament of James I                       | 1613     | William Temple             | William Temple             | Charles Doyne              | Charles Doyne              |
| Parliament of James I                       | 1628     | William Bedell             | William Bedell             | James Donnellan            | James Donnellan            |
| Parliament of James I                       | 1628     | William Fitzgerald         | William Fitzgerald         | James Donnellan            | James Donnellan            |
| First Parliament of Charles I               | 1634     | Sir James Ware             | Sir James Ware             | James Donnellan            | James Donnellan            |
| Second Parliament of Charles I              | 1639     | Sir James Ware             | Sir James Ware             | William Gilbert            | William Gilbert            |
| First Protectorate Parliament               | 1654     | University not represented | University not represented | University not represented | University not represented |
| Parliament of Charles II                    | 1661     | Sir James Ware             | Sir James Ware             | Lord John Butler           | Lord John Butler           |
| Parliament of James II                      | 1689     | Sir John Meade, Bt         | Sir John Meade, Bt         | Joseph Coghlan             | Joseph Coghlan             |
| First Parliament of William III and Mary II | 1692     | Sir Cyril Wyche            | Sir Cyril Wyche            |                            | William Molyneux (Whig)    |
| Second Parliament of William III            | 1695     | Richard Aldworth           | Richard Aldworth           |                            | William Molyneux (Whig)    |
| Second Parliament of William III            | 1698     | Richard Aldworth           | Richard Aldworth           | William Crowe              | William Crowe              |
| First Parliament of Anne                    | 1703     | Sir William Robinson       | Sir William Robinson       | Edward Southwell           | Edward Southwell           |
| Second Parliament of Anne                   | 1713     |                            | Marmaduke Coghill (Whig)   | John Elwood                | John Elwood                |
| Parliament of George I                      | 1715     | Samuel Dopping             | Samuel Dopping             |                            |                            |
| Parliament of George I                      | 1721     | Edward Hopkins             | Edward Hopkins             |                            |                            |
| Parliament of George II                     | 1727     | Samuel Molyneux            | Samuel Molyneux            |                            |                            |
| Parliament of George II                     | 1728     | John Elwood                | John Elwood                |                            |                            |
| Parliament of George II                     | 1739     | John Elwood                | John Elwood                | Philip Tisdall             | Philip Tisdall             |
| Parliament of George II                     | 1741     | Archibald Acheson          | Archibald Acheson          | Philip Tisdall             | Philip Tisdall             |
| First Parliament of George III              | 1761     | William Clement            | William Clement            | Philip Tisdall             | Philip Tisdall             |
| Second Parliament of George III             | 1768     | Sir Capel Molyneaux, Bt    | Sir Capel Molyneaux, Bt    | Philip Tisdall             | Philip Tisdall             |
| Third Parliament of George III              | 1776     |                            | Walter Burgh (Patriot)     | Richard Hely-Hutchinson    | Richard Hely-Hutchinson    |
| Third Parliament of George III              | 1778     | John FitzGibbon            | John FitzGibbon            |                            |                            |
| Third Parliament of George III              | 1782     | John FitzGibbon            | John FitzGibbon            |                            | Lawrence Parsons (Patriot) |
| Fourth Parliament of George III             | 1783     | Arthur Browne              | Arthur Browne              |                            | Lawrence Parsons (Patriot) |
| Fifth Parliament of George III              | 1790     | Arthur Browne              | Arthur Browne              | Francis Hely-Hutchinson    | Francis Hely-Hutchinson    |
| Sixth Parliament of George III              | 1797     | Arthur Browne              | Arthur Browne              | George Knox                | George Knox                |

### Chambre des communes du Royaume-Uni (1801-1922)
| Election         | MP (Party)             | MP (Party)             | MP (Party)                                    | MP (Party)                                    |
| ---------------- | ---------------------- | ---------------------- | --------------------------------------------- | --------------------------------------------- |
| 1801             |                        | George Knox (T)        | University represented by one seat until 1832 | University represented by one seat until 1832 |
| 1802             |                        | George Knox (T)        | University represented by one seat until 1832 | University represented by one seat until 1832 |
| 1806             |                        | George Knox (T)        | University represented by one seat until 1832 | University represented by one seat until 1832 |
| 1807             | John Leslie Foster (T) |                        | University represented by one seat until 1832 | University represented by one seat until 1832 |
| 1812             |                        | William Plunket (W)    | University represented by one seat until 1832 | University represented by one seat until 1832 |
| 1818             |                        | William Plunket (W)    | University represented by one seat until 1832 | University represented by one seat until 1832 |
| 1820             |                        | William Plunket (W)    | University represented by one seat until 1832 | University represented by one seat until 1832 |
| 1826             |                        | William Plunket (W)    | University represented by one seat until 1832 | University represented by one seat until 1832 |
| 1827 by-election |                        | John Wilson Croker (T) | University represented by one seat until 1832 | University represented by one seat until 1832 |
| 1830             | Thomas Lefroy (T, C)   |                        | University represented by one seat until 1832 | University represented by one seat until 1832 |
| 1831             | Thomas Lefroy (T, C)   |                        | University represented by one seat until 1832 | University represented by one seat until 1832 |
| 1832             | Thomas Lefroy (T, C)   |                        |                                               | Frederick Shaw (C)                            |
| 1835             | Thomas Lefroy (T, C)   |                        |                                               | Frederick Shaw (C)                            |
| 1837             | Thomas Lefroy (T, C)   |                        |                                               | Frederick Shaw (C)                            |
| 1841             | Thomas Lefroy (T, C)   |                        |                                               | Frederick Shaw (C)                            |
| 1842 by-election | Joseph Jackson (C)     |                        |                                               | Frederick Shaw (C)                            |
| 1843 by-election | George Hamilton (C)    |                        |                                               | Frederick Shaw (C)                            |
| 1847             | George Hamilton (C)    |                        |                                               | Frederick Shaw (C)                            |
| 1848 by-election | George Hamilton (C)    | Joseph Napier (C)      |                                               |                                               |
| 1852             | George Hamilton (C)    | Joseph Napier (C)      |                                               |                                               |
| 1857             | George Hamilton (C)    | Joseph Napier (C)      |                                               |                                               |
| 1858 by-election | George Hamilton (C)    | Anthony Lefroy (C)     |                                               |                                               |
| 1859 by-election | James Whiteside (C)    | Anthony Lefroy (C)     |                                               |                                               |
| 1859             | James Whiteside (C)    | Anthony Lefroy (C)     |                                               |                                               |
| 1865             | James Whiteside (C)    | Anthony Lefroy (C)     |                                               |                                               |
| 1866 by-election | John Walsh (C)         | Anthony Lefroy (C)     |                                               |                                               |
| 1867 by-election | Hedges Chatterton (C)  | Anthony Lefroy (C)     |                                               |                                               |
| 1867 by-election | Robert Warren (C)      | Anthony Lefroy (C)     |                                               |                                               |
| 1868             | John Ball (C)          | Anthony Lefroy (C)     |                                               |                                               |
| 1870 by-election | John Ball (C)          | David Plunket (C, U)   |                                               |                                               |
| 1874             | John Ball (C)          | David Plunket (C, U)   |                                               |                                               |
| 1875 by-election | Edward Gibson (C)      | David Plunket (C, U)   |                                               |                                               |
| 1880             | Edward Gibson (C)      | David Plunket (C, U)   |                                               |                                               |
| 1885 by-election | Hugh Holmes (C, U)     | David Plunket (C, U)   |                                               |                                               |
| 1885             | Hugh Holmes (C, U)     | David Plunket (C, U)   |                                               |                                               |
| 1886             | Hugh Holmes (C, U)     | David Plunket (C, U)   |                                               |                                               |
| 1887 by-election | Dodgson Madden (U)     | David Plunket (C, U)   |                                               |                                               |
| 1892             |                        | David Plunket (C, U)   | Edward Carson (U)                             |                                               |
| 1895             |                        | David Plunket (C, U)   | Edward Carson (U)                             |                                               |
| 1895 by-election |                        | W. E. H. Lecky (Lib U) | Edward Carson (U)                             |                                               |
| 1900             |                        | W. E. H. Lecky (Lib U) | Edward Carson (U)                             |                                               |
| 1903 by-election |                        | James Campbell (U)     | Edward Carson (U)                             |                                               |
| 1906             |                        | James Campbell (U)     | Edward Carson (U)                             |                                               |
| Jan. 1910        |                        | James Campbell (U)     | Edward Carson (U)                             |                                               |
| Dec. 1910        |                        | James Campbell (U)     | Edward Carson (U)                             |                                               |
| 1917 by-election | Arthur Samuels (U)     |                        | Edward Carson (U)                             |                                               |
| 1918             | Arthur Samuels (U)     |                        | Robert Woods (Ind U)                          |                                               |
| 1919 by-election | William Jellett (U)    |                        | Robert Woods (Ind U)                          |                                               |

### Seanad Éireann (1938-)
Note : Les colonnes de ce tableau sont utilisées uniquement à des fins de présentation. Aucune importance ne doit être attachée à l'ordre des colonnes.